# Ted Potter Jr
Ted Potter Jr (Ocala, Florida, 9 november 1983) is een golfprofessional uit de Verenigde Staten. Hij speelt linkshandig hoewel hij van nature rechtshandig is.

## Amateur
Potter is min of meer autodidact. Hij kwalificeerde zich voor de Amerikaanse PGA Tour zonder ooit les te hebben gehad van een golfleraar. Hij had wel les gehad van zijn vader, die hem op jonge leeftijd al eigen golfclubs gaf. Ted Potter Sr was greenkeeper en had zelf een lage handicap. Ted Jr speelde in het junioren golfcircuit in Florida. 

### Gewonnen
- 2002: Marion Masters (als amateur)

## Professional
Ted Jr wilde niet gaan studeren en werd op 19-jarige leeftijd professional. Zijn eerste seizoen speelde hij op de Moonlight Tour in Florida. Eind 2003 ging hij naar de Tourschool. Hij eindigde op de 74ste plaats, te laag om zich voor de PGA Tour van 2004 te kwalificeren, maar goed voor een plaats op de Nationwide Tour. Dat was geen succes. Pas in 2007 haalde hij daar voor het eerst de cut.
Tussendoor speelde hij op de Hooters Tour in 2006 en 2009, waar hij beide jaren Player of the Year werd. Hij won er zeven toernooien.

### Gewonnen
PGA Tour
- 2012: Greenbrier Classic na play-off tegen Troy Kelly

Nationwide Tour
- 2011: South Georgia Classic, Sobota Golf Classic

Elders
- 7 toernooien op de Hooters Tour
- enkele toernooien op de Moonlight Tour
- 2002: Marion Masters (als amateur)
- 2013: Pas 3 contest voor de Mastters